# Clive Revill
Clive Revill (Wellington, 18 de abril de 1930-Los Ángeles, California, 11 de marzo de 2025) fue un actor neozelandés de televisión y cine.

## Carrera artística
Fue famoso por haberle puesto voz al personaje de Emperador Palpatine en la película Star Wars: Episode V - The Empire Strikes Back, dirigida por Irvin Kershner, escrita y producida por George Lucas y estrenada en 1980. En la reedición de 2004 en DVD su voz es reemplazada por la de Ian McDiarmid.

## Filmografía
- El rapto de Bunny Lake (1965)
- Modesty Blaise, superagente femenino (1966)
- Un loco maravilloso (1966)
- Magnífico bribón (1966)
- Guapa, intrépida y espía (Fathom, 1967)
- El club de los asesinos (1969)
- La vida privada de Sherlock Holmes (1970)
- Avanti! (1972)
- Arthur of the Britons (TV) (1972-1973)
- The Legend of Hell House (1973)
- El molino negro (1974)
- Se nos ha perdido un dinosaurio (1975)
- Star Wars: Episode V - The Empire Strikes Back (1980)
- Zorro, the Gay Blade (1981)
- The Frog Prince (1986)
- Mack the Knife (1989)
- La horca depende de la gramática (1991)
- El ladrón de Bagdad (1993, voz del rey Nod)
- Dracula: Dead and Loving It (1995)
- Crimen y castigo (2002)
- La reina de España (2016)

## Televisión
- Batman: la serie animada (1992)
- Colombo episodio Los Conspiradores
- El Lobo del mar (1993)